# Ted Nugent
Theodore Anthony "Ted" Nugent (Detroit, 13 de dezembro de 1948) é um músico e ativista político americano. Nugent inicialmente ganhou fama como guitarrista da banda The Amboy Dukes, uma banda de rock psicodélico e hard rock, formada em 1963. Depois do Amboy Dukes, Ted Nugent embarcou em uma carreira solo em 1975. "Cat Scratch Fever" e "Stranglehold" são duas de suas mais conhecidas músicas em carreira solo. Entre 1989 e 1996, Ted Nugent também fez parte da banda Damn Yankees.
Nugent também é conhecido por seus pontos de vista políticos conservadores, sua postura ao longo da vida contra o abuso de drogas e de álcool, bem como pela defesa do direito a posse de armas. Ele é membro da diretoria da National Rifle Association e forte apoiador do Partido Republicano.

## Livros publicados
- Nugent, Ted. Blood Trails: The Truth About Bowhunting Ted Nugent (1991) ISBN B0006ORP2G (146 páginas)
- Nugent, Ted. God, Guns & Rock and Roll. Regnery Publishing, Inc. (21/08/2000) ISBN 0-89526-173-1 (316 páginas)
- Nugent, Ted. Blood Trails II: The Truth About Bowhunting. Woods N' Water Inc. (12/11/2004) ISBN 0-9722804-7-2 (256 páginas)
- Nugent, Ted and Nugent, Shemane. Kill It & Grill It: A Guide to Preparing and Cooking Wild Game and Fish. Regnery Publishing, Inc. (25/06/2005) ISBN 0-89526-164-2 (250 páginas)
- Nugent, Ted. Ted, White, and Blue: The Nugent Manifesto . Regnery Publishing Inc. (12/11/2008) ISBN 978-1-59698-555-1 (256 páginas)

## Ativismo
Ted Nugent é negacionista da COVID-19 e descreveu a pandemia como "uma mentira, um embuste", e afirmou que as restrições em vigor para a combater constituem "uma farsa".
Afirmou, "Sou viciado na verdade, na lógica e no senso comum. Pergunto: porque é que não fechámos tudo do covid-1 ao covid-18?". (Nugent está equivocado: o "19" da doença refere-se ao ano em que foi descoberta, e não a uma qualquer variante da "covid".)